# Hormonalna terapia zastępcza (transpłciowość)
Hormonalna terapia zastępcza dla osób transpłciowych – forma terapii hormonalnej, w której hormony płciowe są podawane osobom transpłciowym w celu dostosowania ich drugorzędnych cech płciowych do ich tożsamości płciowej. Ta forma terapii hormonalnej posiada dwa typy, gdzie pacjentowi podawany jest jeden z dwóch, w zależności od tego, czy celem jest feminizacja, czy maskulinizacja:
- Feminizująca terapia hormonalna(inne języki) (HTZ M/K) - dla kobiet transpłciowych; składa się z estrogenów i antyandrogenów
- Maskulinizująca terapia hormonalna(inne języki) (HTZ K/M) - dla mężczyzn transpłciowych; składa się z androgenów

Niektóre osoby interpłciowe mogą również przechodzić terapię hormonalną, aby potwierdzić płeć, do której zostały przypisane przy urodzeniu, lub w celu dostosowania ich płci do tożsamości płciowej. Osoby niebinarne mogą również przechodzić terapię hormonalną w celu osiągnięcia pożądanej równowagi hormonów płciowych lub uznawania ich za płeć przeciwną tej nadanej przy urodzeniu.

## Możliwości leczenia

### Wytyczne
World Professional Association for Transgender Health (WPATH) i The Endocrine Society sformułowały wytyczne, które stworzyły podstawę dla pracowników służby zdrowia do opieki nad pacjentami transpłciowymi. W Polsce zwykle to lekarz prowadzący (najczęściej seksuolog) na pewnym etapie tranzycji podejmuje decyzję o włączeniu hormonów i przepisuje pierwszą receptę. Endokrynolog nie ma podstaw, aby samemu podjąć decyzję o rozpoczęciu hormonoterapii osoby transpłciowej, ale może to zrobić otrzymawszy zalecenie seksuologa czy psychologa, albo przejmując leczenie pacjenta, który już przyjmuje hormony w celu tranzycji. Każda osoba będąca w trakcie hormonalnej terapii zastępczej powinna być pod opieką endokrynologa specjalizującego się w pracy z osobami transpłciowymi, najlepiej od samego początku.

### Feminizująca terapia hormonalna
Feminizująca terapia hormonalna zwykle obejmuje leki hamujące produkcję testosteronu i wywołujące feminizację. Rodzaje leków obejmują estrogeny, antyandrogeny (blokery testosteronu) i progestogeny. Najczęściej estrogen łączy się z antyandrogenem w celu hamowania produkcji i działania testosteronu. Pozwala to na demaskulinizację oraz promowanie feminizacji. HTZ powoduje zmniejszenie objętości jąder i powiększenie piersi, które bywa uważane za niesatysfakcjonujące. Zmienia się owłosienie i miejsca odkładania tkanki tłuszczowej. Hormonoterapia nie powoduje u osób M/K znacznej zmiany w zakresie owłosienia twarzy, które nie zanika od przyjmowania hormonów. Erekcje zdarzają się rzadziej, są gorszej jakości. Leczenie takie niesie za sobą istotne zagrożenia. Rosną masa ciała i ciśnienie tętnicze. Zwiększa się ryzyko powikłań zakrzepowych i cukrzycy, kamicy żółciowej i chorób wątroby, raka sutka i guza prolaktynowego przysadki. Spada lub zanika płodność. W Polsce estrogeny przyjmuje się głównie jako estradiol w tabletkach, żelu i plastrach. Istnieje też możliwość przepisania estradiolu do zastrzyków i realizacji takich polskich recept poprzez zamówienie leku z Czech lub Słowacji.

### Maskulinizująca terapia hormonalna
Maskulinizująca terapia hormonalna zwykle obejmuje testosteron, który powoduje maskulinizację i hamuje produkcję estrogenu. Opcje leczenia obejmują implanty doustne, pozajelitowe, podskórne i przezskórne (plastry, żele). Dawkowanie zależy od sytuacji pacjenta i jest omawiane z lekarzem. Najczęściej przepisywanymi metodami w Polsce są zastrzyk podskórny, zastrzyk domięśniowy i testosteron w żelu. Tak podawane leki są dawkowane co tydzień lub co dwa tygodnie (zastrzyki), lub codziennie (żel) w zależności od indywidualnego pacjenta. Pod wpływem testosteronu pacjent przestaje miesiączkować. Piersi tracą częściowo objętość, rozwija się natomiast łechtaczka, podobnie mięśnie. Głos staje się niższy. Owłosienie i rozlokowanie tkanki tłuszczowej zmieniają się w kierunku męskich. Również i w tym przypadku hormonoterapia niesie za sobą pewne zagrożenia. Pojawiają się zaburzenia metaboliczne, jak wzrost stężenia cholesterolu i glukozy w osoczu. Co się z tym wiąże, rośnie ryzyko chorób sercowo-naczyniowych. Ponadto mogą pojawić się choroby wątroby i trądzik. Również w tym przypadku spada lub zanika płodność.

### Bezpieczeństwo
W literaturze medycznej wykazano, że terapia hormonalna dla osób transpłciowych jest ogólnie bezpieczna, gdy jest nadzorowana przez wykwalifikowanego lekarza. Leczenie hormonalne wiąże się z ryzykiem, które jest stale monitorowane podczas badań przesiewowych i testów laboratoryjnych, takich jak morfologia krwi (hemoglobina), czynność nerek i wątroby, poziom cukru we krwi, potas i cholesterol. Przyjmowanie większej ilości leków niż zalecono może prowadzić do problemów zdrowotnych, takich jak zwiększone ryzyko raka, zawału serca z powodu zagęszczenia krwi, zakrzepów krwi i podwyższonego poziomu cholesterolu.

#### Uwzględnienie płodności
Terapia hormonalna dla osób transpłciowych może ograniczać potencjalną płodność. Jeśli osoba transpłciowa zdecyduje się na operacje korekty płci, wiąże się to z permanentną bezpłodnością. Przed rozpoczęciem jakiegokolwiek leczenia hormonalnego pacjent może rozważyć kwestie płodności i zachowania gamet. Opcje obejmują kriokonserwację nasienia, kriokonserwację oocytów i kriokonserwację tkanki jajnika.  
Badanie zaprezentowane na ENDO 2019 (konferencji The Endocrine Society) pokazuje, że nawet po roku leczenia testosteronem transmężczyzni mogą zachować swoją potencjalną płodność i działanie jajników.

## Kwalifikacja do leczenia
Kwalifikowalność określa się za pomocą głównych narzędzi diagnostycznych, takich jak ICD-10 lub (w USA) Diagnostyczny i statystyczny podręcznik zaburzeń psychicznych (DSM). Zaburzenia psychiczne mogą towarzyszyć lub prezentować się podobnie do niezgodności płci i dysforii płciowej. Z tego powodu, oprócz badań przesiewowych pod kątem zaburzeń psychicznych, pacjenci są oceniani przy użyciu kryteriów DSM-5 lub ICD-10. Towarzystwo Endokrynologiczne wymaga, aby lekarze diagnozujący dysforię płciową i niezgodność płci byli przeszkoleni w zakresie zaburzeń psychiatrycznych z kompetencjami w ICD-10 i DSM-5. Lekarz powinien również uzyskać dokładną ocenę stanu zdrowia psychicznego pacjenta i zidentyfikować potencjalne czynniki psychospołeczne, które mogą mieć wpływ na terapię.

### ICD-10
System ICD-10 wymaga od pacjentów zdiagnozowania transseksualizmu lub dysforii płciowej w dzieciństwie. Kryteria transseksualizmu obejmują:
- Pragnienie życia i bycia akceptowanym jako osoba płci przeciwnej, któremu zwykle towarzyszy poczucie dyskomfortu związane z płcią anatomiczną lub jej nieodpowiedniość
- Chęć poddania się operacji i leczeniu hormonalnemu, aby organizm był jak najbardziej zgodny z preferowaną płcią

Nie można zdiagnozować transseksualizmu u pacjenta, jeśli uważa się, że ich objawy są wynikiem innego zaburzenia psychicznego lub nieprawidłowości chromosomowej lub genetycznej.
Aby u dziecka została zdiagnozowana dysforia płciowa w dzieciństwie zgodnie z kryteriami ICD-10, musi ono być przed okresem dojrzewania oraz odczuwać intensywny i uporczywy niepokój związany z byciem płci przeciwnej. Cierpienie musi trwać co najmniej sześć miesięcy. Dziecko musi:
- Zajmować się stereotypowymi zachowaniami płci przeciwnej, takimi jak przebieranie się w ubiór płci przeciwnej lub intensywne pragnienie przyłączenia się do gier i rozrywek płci przeciwnej - i odrzucać gry i zabawy stereotypowo kojarzone z płcią nadaną przy urodzeniu
- Uporczywie zaprzeczać swojej anatomii. Może się to przejawiać poprzez przekonanie, że dziecko dorośnie do płci przeciwnej, że jego genitalia są obrzydliwe lub znikną, albo że lepiej byłoby ich nie mieć.

## Dostępność
Niektóre osoby transpłciowe decydują się na samodzielne podawanie hormonalnych leków zastępczych, często z powodu zbyt małego doświadczenia lekarzy w tej dziedzinie lub braku lekarza. Inni przyjmują samodzielnie, ponieważ ich lekarz nie przepisze hormonów bez listu od psychoterapeuty stwierdzającego, że pacjent spełnia kryteria diagnostyczne i podejmuje świadomą decyzję o zmianie. Wielu terapeutów potrzebuje co najmniej trzech miesięcy ciągłej psychoterapii i/lub doświadczenia życiowego, zanim napiszą taki list. Ponieważ wiele osób musi płacić za ocenę i opiekę z własnej kieszeni, koszty mogą być wygórowane.